# Nargiz Gurbanova
Nargiz Akif gizi Gurbanova (ur. 1975) – azerbejdżańska dyplomatka, Ambasador Nadzwyczajny i Pełnomocny Azerbejdżanu w Bułgarii (2016-2021) i Polsce (od 2021).

## Życiorys
W latach 1990–1994 studiowała na Bakijskim Uniwersytecie Państwowym na wydziale stosunków międzynarodowych. Uzyskała tytuł magistra stosunków międzynarodowych na tej samej uczelni w 1997 oraz tytuł magistra zarządzania międzynarodowego na Uniwersytecie Zachodnim (Azerbejdżan) w 1999.
Studiowała również prawo międzynarodowe na Uniwersytecie w Nicei. W 2014 roku uzyskała stopień doktora nauk politycznych na Uniwersytecie Wiedeńskim. Studiowała także biznes międzynarodowy w Międzynarodowej Szkole Biznesu w szwedzkim Jönköping oraz prawo międzynarodowe na Uniwersytecie w Nicei.

## Kariera w dyplomacji
W latach 2001–2010 zajmowała różne stanowiska w Departamencie Współpracy Gospodarczej i Rozwoju w Ministerstwie Spraw Zagranicznych. W latach 2004–2007 pracowała w Ambasadzie Azerbejdżanu w Austrii, jako trzeci (później drugi) sekretarz. W latach 2010–2013 pełniła funkcję radcy, chargé d’affaires i zastępcy szefa misji w Ambasadzie Azerbejdżanu w Stanach Zjednoczonych.  
12 stycznia 2016 roku została mianowana ambasadorem Azerbejdżanu w Bułgarii. Funkcję tę przestała pełnić 8 stycznia 2021.
8 stycznia 2021 roku została powołana na stanowisko ambasadora Azerbejdżanu w Polsce.

## Odznaczenia
- Order Jeźdźca z Madary I klasy[2] (Bułgaria)
- Medal Stulecia (1919-2019) Służby Dyplomatycznej Republiki Azerbejdżanu[2]